# Вердиккио-Краузе, Клаудия
Кла́удия Верди́ккио-Кра́узе (нем. Claudia Verdicchio-Krause; род. 24 мая 1975, Фрайбург-им-Брайсгау) — немецкая спортсменка — стрелок из пистолета. Участница трёх летних Олимпийских игр, чемпионка Европы 2007 года.

## Спортивная биография
Заниматься стрельбой Клаудия Вердиккио-Краузе начала в 13 лет. В 1994 году она впервые приняла участие в чемпионате Европы среди юниоров и на дебютном первенстве смогла занять 7-е место в скоростном пистолете. Спустя год в аналогичной дисциплине Краузе заняла уже 4-е место, совсем немного уступив бронзовой медалистке. На взрослых соревнованиях немецкая спортсменка дебютировала в 1997 году. На чемпионате Европы 1997 года Краузе заняла 6-е место, а в Кубке мира лучшим результатом стало 15-е место на этапе в Милане.
В 2002 году Клаудия приняла участие в чемпионате мира в финском Лахти. В скоростном пистолете немецкая спортсменка заняла 33-е место, а вот стрельба из пневматического пистолета у Вердиккио-Краузе совершенно не задалась, набрав всего 362 очка она заняла 100-е место. В 2004 году Вердиккио-Краузе дебютировала на летних Олимпийских играх. В стрельбе из пневматического пистолета с 10 метров Краузе заняла 16-е место. Для попадания в финал ей не хватило всего 4 очка. В стрельбе из скоростного пистолета Клаудия заняла 23-е место. В этом же году Клаудия единственный раз в карьере смогла пробиться в финал Кубка мира. На итоговом этапе в Бангкоке в соревнованиях по стрельбе из скоростного пистолета Краузе смогла пробиться в финал, где заняла 6-е место.
2007 год стал самым удачным в карьере немецкой спортсменки. На чемпионате Европы во французском Довиле Краузе завоевала золото в стрельбе из пневматического пистолета с 10 метров. В 2008 году Клаудия Вердиккио-Краузе приняла участие в летних Олимпийских играх. В отличие от прошлых Игр немецкая спортсменка выступила только в стрельбе из пневматического пистолета. Краузе до последнего претендовала на попадание в финал, но в итоге ей не хватило всего одного точного попадания и она осталась на итоговом 10-м месте.
На летних Олимпийских играх 2012 года в Лондоне Краузе вновь приняла участие в двух дисциплинах. Результаты, показанные спортсменкой, оказались не самыми удачными. В соревнованиях по стрельбе из скоростного пистолета Клаудия набрала 578 очков и заняла 26-е место, а в стрельбе из пневматического пистолета с 10 метров, набрав 380 очков, Краузе заняла 20-е место. В 2013 году Клаудия на крупных международных турнирах выступила всего раз, приняв участие в чемпионате Европы в датском Оденсе, при этом не выступив ни на одном из этапов Кубка мира.